# Вилко Винтерхалтер
Вилко Винтерхалтер (Бања Лука, 17. јул 1909 — Београд, 16. новембар 1970) био је публициста и друштвено-политички радник.

## Биографија
Гимназију је завршио у Баљој Луци, а студирао Правни факултет у Загребу. Позавршетрку студија у Загребу постаје сарадик београдске Политике.
Члан је СКОЈ-а, а од 1928. и члан КПЈ. У НОР-у је учествовао од 1941. Организовао је партизанске штампарије и листове на подручју Босанске крајине. Био је главни уредник Гласа, органа НОФ-а за Крајину и Ослобођења за Босну и Херцеговину.
После Ослобођења земље био је, између осталог директор Ослобођења у Сарајеву, помоћник главног уредника Борбе, члан Извршног вијећа НР БиХ и ЦК СК БиХ и савезни секретар за информисање.